# Mesoleius brevipalpis
Mesoleius brevipalpis là một loài tò vò trong họ Ichneumonidae.